# Full Throttle4
Full Throttle4（フル スロットルフォー、FT4）は、HoneyWorks（設定ではIV）がプロデュースする男子高校生4人組のストリート系ボーカルダンスユニット。

## 概要
2018年12月13日にイラストPV「TIME LINE」を発表。始動した当初、まだキャラクターボイスはついておらず、同人ミニアルバム「LOVE」ではボーカロイド音源で12月30日に発売された。
その後、2020年12月25日に公開されたHoneyWorks 10周年記念映画 「LIP×LIP FILM×LIVE 〜この世界の楽しみ方〜」にて映画出演が決定し、キャラクターボイスも決定。
2021年3月15日発表の同人ミックスアルバム「告白実行委員会 –FLYING SONGS–愛してる」を経て、2022年2月23日1stメジャーアルバム「FT4」を発売。それを記念した1stバーチャルライブ「Full Throttle4 LIVE 2022 ”RECEPTION PARTY"」を2022年7月9日Zepp Hanedaにて開催された。また、同年10月30日に行われたTVアニメ「ヒロインたるもの!〜嫌われヒロインと内緒のお仕事〜」スペシャルサニーパーティーにも出演。11月18日にリリースされたスマートフォンアプリ「HoneyWorks Premium Live」にも登場していた（2023年3月31日、サービス終了）。

## メンバー
※出典

### YUI（ユイ）
声 - 斉藤壮馬
Full Throttle4のボーカルで賑やかし担当。元気でノリがいい。誰とでも仲良くなれ、特に年上に好かれる。新高校2年生。3月4日（魚座）のAB型。身長175cm。メンバーカラーはイエローグリーン。

### RIO（リオ）
声 - 内田雄馬
Full Throttle4のボーカルで真面目担当。クールで硬派、人見知り。几帳面で、白黒はっきりつけたがる。新高校2年生。10月1日（天秤座）のA型。身長180cm。メンバーカラーはパープル。

### MEGU（メグ）
声 - 柿原徹也
Full Throttle4のパフォーマーで振り付けとおしゃべり担当。あざとく自由人でポジティブ。案外皆のことをよく見ている。新高校3年生。6月12日（双子座）のO型。身長は168cm。メンバーカラーはオレンジ。

### DAI（ダイ）
声 - 増田俊樹
Full Throttle4のパフォーマーで衣装担当。自信家でチャラい。手足が長く、スタイルがいい。目つきが悪く、怖がられやすい。新高校3年生。7月4日（蟹座）のB型。身長は183cm。メンバーカラーはワインレッド。

### IV（イヴ）
声 - 福山潤
Full Throttle4のリーダーとマネージャーをこなし、サウンドメイクもするオールマイティ。ライブのDJとしてステージに立つが、普段は裏方に徹し、あまり表に出ることはない。FT4を率いる裏のボス。真面目でメンバー想い。優しいがキレたら怖いので、メンバーは皆言うことを聞く。新高校3年生。12月24日（山羊座）のA型。身長は178cm。メンバーカラーはホワイト。

## ディスコグラフィ

### ミュージックビデオ
- GOOD BYE
- LOVE ANTHEM
- FAKE STAR
- Dear LAYLA
- TO FAMILY
- WELCOME SIKCS
- 新時代 feat. LIP×LIP
- ONE NIGHT
- Xmas Party

### CD

#### アルバム
- FT4

### カバーしたアーティスト

#### LOVE ANTHEM
- めいちゃん&Gero

#### FAKE STAR
- うらたぬき&Gero